# Пушное (Ленинградская область)
Пушное (до 1948 года Хямеенкюля, фин. Hameenkylä) — посёлок в Рощинском городском поселении Выборгского района Ленинградской области.

## Название
По поводу происхождения топонима Хяме существует несколько версий. Одна из них основывается на том, что многие жители этой деревни имели фамилию Хямяляйнен. По другой — основателем селения был, якобы, некий крестьянин по имени Хяме. Само слово «hame» является самоназванием прибалтийско-финского племени, ареал распространения которого находился в юго-западной части Финляндии. Не исключено, что первые поселенцы, обосновавшиеся в этих местах, были выходцами из района, где сейчас находится город Хямеенлинна.
В начале 1948 года перед жителями одной из частей деревни Хяме — Верхней деревни (Юлякюля) была поставлена задача придумать посёлку новое название. Общее собрание жителей проголосовало за название Пушное. Переименование было закреплено указом Президиума ВС РСФСР от 13 января 1949 года.

## История
Ещё до русско-шведских войн второй половины XVI века деревня Хяме являлась крупным селением. После войн, в 1623 году в ней насчитывалось только 7 крестьянских дворов.
В 1728 году в деревне насчитывалось 6 хозяйств, одно из которых пустовало. В них жили семьи крестьян Яакоппи Рятте, Симо Хюрри, Юхо Хямяляйнена, Йоноса Смеда и судебного заседателя Матти Мяаттянена. Пустующее имение в 1730 году занял Туомас Мяаттянен.
В 1760 году в Хяме проживало 22 трудоспособных мужчин и женщин, не считая стариков и детей.
Деревня Хяме состояла из пяти частей: Хюриля, Алакюля (Нижняя деревня), Юлякюля (Верхняя деревня), Мяатсемяки и Вяарясилта (Кривой мост).
К началу Первой мировой войны в Хяме было 56 загородных дач, большинство которых принадлежали представителям высших кругов петербургского общества.

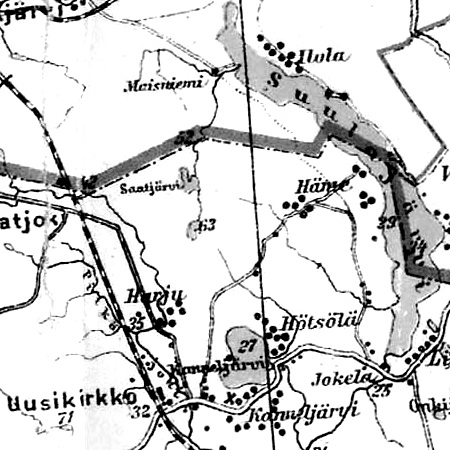
Деревня Хямеенкюля (Хяме) на финской карте 1923 года

До 1939 года в деревне проживали несколько русских эмигрантов. Один из пустующих особняков, принадлежавших ранее русским дачникам был приспособлен под частный туберкулезный санаторий «Хиеккаранта» («Песчаный берег»). На другой даче была устроена звероферма, на которой выращивали несколько сотен голубых песцов.
К началу советско-финляндской войны в деревне Хяме насчитывалось 132 двора.
До 1939 года деревня Хямеенкюля (Хяме) входила в состав волости Каннельярви Выборгской губернии Финляндской республики.
С 1 января 1940 года по 31 июля 1945 года — в составе Микольского сельсовета Каннельярвского района.
С 1 июля 1941 года по 31 мая 1944 года — финская оккупация.
С 1 августа 1945 года — в составе Каннельярвского сельсовета Райволовского района.
С 1 октября 1948 года — в составе Победовского сельсовета.
С 1 января 1949 года учитывается административными данными как деревня Пушное.
В 1961 году деревня насчитывала 422 жителя. В посёлке развивался звероводческий совхоз. Появились многоквартирные дома городского типа, торгово-бытовой комплекс, Дом культуры, современная школа.
С 1 февраля 1963 года — в составе Выборгского района.
Согласно административным данным 1966 года посёлок Пушное находился в составе Победовского сельсовета
Согласно данным 1973 и 1990 годов посёлок Пушное находился в составе Цвелодубовского сельсовета.
В 1997 году в посёлке Пушное Цвелодубовской волости проживали 1180 человек, в 2002 году — 1127 человек (русские — 87 %).
В 2007 году в посёлке Пушное Рощинского ГП проживали 1141 человек, в 2010 году — 1073 человека.

## География
Посёлок расположен в южной части района на автодороге 41К-432 (подъезд к пос. Пушное) к востоку от автодороги А181 (часть E 18) «Скандинавия» (Санкт-Петербург — Выборг — граница с Финляндией).
Расстояние до административного центра поселения — 18 км.
Расстояние до ближайшей железнодорожной станции Каннельярви — 6 км. 
Посёлок находится на западном берегу Нахимовского озера.

## Демография
| 2007 | 2010  | 2017  | 2021  |
| ---- | ----- | ----- | ----- |
| 1141 | ↘1073 | ↗1411 | ↘1054 |

## Улицы
Лесная, проезд Лесные Покосы, Лучистый проезд, Молодёжный переулок, Новосёлов, Озёрная, Осенний проезд, Светлая, Северный переулок, Сержанта Ганина, Солнечный проезд, Спортивная, Строительная, Тепличная, Хвойный проезд, Центральная, Школьная, Ясная.